# Verdal de Oriola
Verdal de Oriola es un cultivar de higuera del tipo higo común Ficus carica unífera, de higos color de piel verde hierba oscuro. Se cultiva principalmente en las Islas Baleares, en Fontanares (Valle de Albaida, Comunidad Valenciana) y en la comarca del Maresme (Cataluña).

## Sinonimia
- „Pèl de Llebre“ en las Islas Baleares,[5][6][7]
- „Verdal d'Oriola“ en la Provincia de Alicante (Orihuela),
- „Vernesca“ en la Comunidad Valenciana,[8]
- „Orioles“ en Ibiza,[9]
- „Envernesca“ en Bicorp y Chella en el Canal de Navarrés
- „Hivernesca“,
- „Hivernenca“,
- „Llivernesca“,
- „Hinvernesca“,
- „Vernesca de Sotaia“,
- „Verdol“,
- „Verda“.

## Historia
En los tiempos duros de antaño, cuando Ibiza era una isla olvidada en mitad del Mediterráneo, los "pitiusos" enfocaban toda su existencia al arte de procurarse alimento. Los que tenían agua en abundancia creaban un huerto y el resto solo podían cultivar árboles y plantas que vivían de la lluvia que caía del cielo, como cereales, vid, almendros, algarrobos e higueras, entre otros. En verano los higos maduraban y buena parte de ellos se secaban al sol para poder disfrutarlos durante todo el año, ya que eran parte fundamental de la dieta local.
En Ibiza se cultivan docenas de variedades de higueras. Cada una produce higos con sabor y aspecto característico. Las hay de color verde claro y oscuro, negras, moradas… Algunas son deliciosas frescas y otras no saben tan bien, pero en cuanto las secas se transforman en auténticas golosinas. Entre las especies más conocidas, orioles ('Verdal d'Oriola'), albocors, rojals, llorals, alcudies, hiversesques, blanques, verdals, bordissots, coll de dama, julies, martinenques, morades, morisques, poletanes, sarrones. . .
Hay muchas variedades de higueras llamadas 'Verdal', todas tienen en común una piel verde, una madurez tardía y especialmente un follaje que permanece verde y resistente cuando el de otras variedades ya comienza a tornarse amarillo.

## Características
La higuera Verdal de Oriola es una variedad del tipo higo común unífera, autofertil. Árbol de tamaño mediano con desarrollo lento. Hojas con en su mayoría 5 lóbulos, poco corte.
El higo 'Verdal de Oriola' tiene un mesocarpio fino, carne de color rojo oscuro, dulce y sabroso. Piel verde y resistente que le da su nombre, con grietas reticulares muy densas y costillas poco marcadas y abundantes. Ostiolo pequeño lo que evita que el agua de lluvia avinagre el sabor del higo, los higos de esta variedad continúan madurando lentamente hasta el comienzo del otoño. Son rojos intensos, muy dulces inicialmente y luego cada vez menos dulces a medida que los días se acortan. Ira J. Condit describe un higo cuyo color de la carne, de acuerdo con los climas, pasaría de tonos rosados a rojo oscuro. Los higos maduran del 20 de agosto al 20 de septiembre.
En un trabajo reciente publicado en las Islas Baleares, se ha identificado una variedad de la higuera 'Verdal', que tiene algunas características comunes con esta variedad: "Higos tardíos que se ajustan al árbol, higos secos que permanecen en el árbol hasta el año siguiente, pero que, por otro lado, se consideran de mala calidad para consumo en fresco".

## Cultivo
'Verdal de Oriola' no se cultiva con fines comerciales para higo fresco pues sus higos son difíciles de manipular y transportar, lo que no quita que sea una higuera muy cultivada en jardines y huertos para autoconsumo de las islas Baleares, Cataluña y la Comunidad Valenciana.
Árbol recomendado para climas con otoños cálidos, como los del Maresme (Cataluña).
'Verdal de Oriola', es una variedad adaptada a las condiciones de secano. Muy delicado en la manipulación y el transporte por lo que no responde satisfactoriamente a las exigencias del consumo en fresco, pero hace unos muy buenos higos secos.
Los "Orioles" son unos higo de color verde, muy sabroso fresco y también seco. Es la variedad más preciada por los ibicencos, tanto por su textura como por su sabor y tamaño.